# ОШ „Таковски устанак” Таково
ОШ „Таковски устанак” се налази у Такову, насељеном месту на територији општине Горњи Милановац, баштини историју школе основане 1890. године.
На Цвети 1882. године одржана је прослава посвећена Другом српском устанку којој је присуствовао кнез Милан Обреновић са сином Александром. Тада је кнез обећао да ће његов син изградити школу. Зидање две школске зграде отпочело је 1888. и завршено 1890. године. Школа је почела са радом школске 1891/92. године, па све до 29. марта 1981. године када је једна зграда изгорела, а друга претворена у Музеј Другог српског устанка.
Школу у Такову је, у два наврата, пре, а и за време Другог светског рата, похађао Борисав Атанасковић, рођен 1931. у Београду, а умро 1994. године у Новом Саду,  југословенски и српски књижевник, драмски писац за децу и одрасле, глумац, први професионални редитељ у Аматерском позоришту у Горњем Милановцу од 1974. до 1976. године, драматург и уредник Говорно уметничког програм за децу у Радио Новом Саду 1, Нови Сад. После бомбардовања Београда, са родитељима је избегао у Лочевце, село које се граничи са Таковом, иначе родно место његовог оца Радише Танасковића.
Школа у свом саставу има шест издвојених одељења која су удаљена од матичне школе:
- Горњи Бањани, осморазредна
- Бољковци, осморазредна
- Горњи Бранетићи, четвороразредна
- Шарани, четвороразредна
- Полом, троразредна
- Врнчани, троразредна